# Eumenes pyriformis
Eumenes pyriformis är en stekelart som beskrevs av Henri Saussure 1862. Eumenes pyriformis ingår i släktet krukmakargetingar, och familjen Eumenidae.

## Underarter
Arten delas in i följande underarter:
- E. p. novaeguineae
- E. p. latreillei